# Narses Vanúnio
Narses (em grego: Ναρσής) foi um nobre bizantino de origem armênia do século VI do clã Vanúnio, ativo durante o reinado do imperador Maurício (r. 582–602). Rebelou-se contra o Império Bizantino em 595. Ele e seus coconspiradores foram derrotados por Heráclio, o Velho e Amazaspes III, com Narses falecendo em combate.

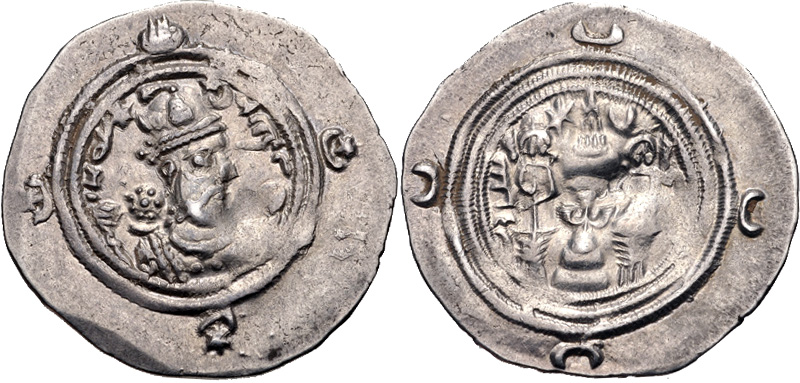
Dracma de r.

## Contexto
Em 591, o imperador Maurício (r. 582–602) aceitou ajudar Cosroes II (r. 590–628) a reaver seu trono que havia sido usurpado por Vararanes VI (r. 590–591). Com a subsequente vitória dos aliados na guerra civil que se seguiu, Cosroes foi reconduzido ao trono e concordou em finalizar a guerra em curso entre o Império Sassânida e o Império Bizantino iniciada em 572. Como consequência da paz, grande parte da Armênia sassânida e da Ibéria Ocidental foram cedidas aos bizantinos e Maurício suspendeu o tributo que anteriormente era pago aos sassânidas.

## Nome
Narses é a forma helenizada e latinizada do nome. Em armênio, ocorre como Nerses. A atestação mais antiga do nome ocorre nos Feitos do Divino Sapor, uma inscrição trilíngue do reinado do xainxá sassânida Sapor I (r. 240–270). Em parta é registrado como Narsēs e em pálavi como Narsē. O nome deriva do avéstico Nairyō saŋha-, que literalmente significa "o de muitos discursos", ou seja, o mensageiro divino.

## Vida

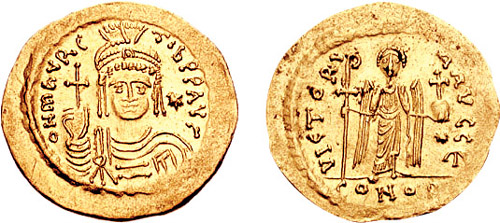
Soldo de Maurício r.

Narses era membro da família principesca dos Vanúnios, que há época detinha um domínio em Airarate. Em 595/6, Samuel Vanúnio, outro membro de sua família, quis se rebelar contra a autoridade do imperador Maurício (r. 582–602), e convenceu os Vanúnios Sérgio, Varazes Narses, Narses, Bestã e Teodoro Atrepatuni. Os conspiradores pretendiam atacar o curador imperial de Teodosiópolis enquanto se banhava em fontes termais situadas nas imediações. O oficial soube do plano e conseguiu se abrigar na cidades antes dos armênios alcançarem o local. Muito butim foi adquirido e Samuel e seus companheiros fugiram para Corduena.
Um exército bizantino liderado por Heráclio, o Velho e Amazaspes III perseguiu os rebeldes, que foram obrigados a cruzar o rio Centrites, na fronteira de Corduena com a Armênia, através da chamada ponte de Daniel. Samuel e os outros destruíram a ponte e se prepararam no desfiladeiro próximo para proteger a passagem. Os bizantinos foram obrigados a parar a marchar junto ao rio e pretendiam retornar, quando encontraram um sacerdote viajante e o ameaçaram de morte caso não lhes contasse como poderiam cruzar. Todo o exército cruzou o vau que lhes foi mostrado. Parte das forças bizantinas cobriu a retaguarda, parte protegeu a ponte e a entrada do vale circundante e o restante entrou no ponto onde os rebeldes se protegiam e os massacrou. Narses, Bestã e Samuel foram mortos em combate, enquanto os demais foram capturados.